# Бабкин, Михаил Анатольевич
Михаи́л Анато́льевич Ба́бкин (род. 1 сентября 1967, Миасс, Челябинская область) — российский историк, археограф и архивист (специализируется в области истории Русской церкви). Автор научных монографий и автор-составитель научных сборников исторических документов. Доктор исторических наук, профессор кафедры истории России новейшего времени Историко-архивного института РГГУ, профессор МПГУ.
Лауреат Национальной премии «Лучшие книги, издательства, проекты» в номинации «История Русской Православной Церкви» (2023).

## Биография
Михаил Бабкин родился 1 сентября 1967 года в городе Миасс (Челябинская область, РСФСР, СССР). Его отец — Анатолий Иванович Бабкин, гидрогазомеханик, кандидат технических наук, участник разработок и исследований подводного старта баллистических ракет подводных лодок. Младший брат Михаила Константин стал предпринимателем, руководителем группы компаний «Ростсельмаш».
В 1984 году окончил среднюю школу № 6 города Миасса и заочную физико-техническую школу при Московском физико-техническом институте. В том же году он поступил на физический факультет МГУ. В 1986—1989 годах служил по призыву матросом на Черноморском флоте (студенты тогда не имели отсрочки), а после увольнения в запас окончил университет (1993).
Во время учёбы «пришел к вере, к познанию Творца» и увлёкся историей Православной церкви. В 2000 году он поступил в заочную аспирантуру кафедры истории и политологии Государственного университета управления, в 2003 защитил кандидатскую диссертацию по теме «Свержение монархии в России в 1917 году и Православная церковь».
В 2007 году в ИППК МГУ им. М. В. Ломоносова защитил докторскую диссертацию по теме «Русская православная церковь в начале XX века и её отношение к свержению монархии в России».
В 1999—2008 годах работал в филиале Южно-Уральского государственного университета в Миассе, в том числе в должности доцента.
С 2008 года — профессор кафедры истории Московского педагогического государственного университета (с 2010 года — по совместительству).
С 2010 года — профессор кафедры истории России новейшего времени факультета архивного дела Историко-архивного института РГГУ, с 2014 года главный специалист Российского государственного архива социально-политической истории.
Учёные звания — доцент (2007), профессор (2013).
С февраля 2024 года — член Экспертного совета Национальной премии «Лучшие книги, издательства, проекты».

## Научная работа
Основные научные интересы связаны с историей православной церкви и взаимоотношениях между нею и государством в начале XX века.
Автор нескольких десятков статей и двух монографий: «Духовенство Русской православной церкви и свержение монархии (начало XX века — конец 1917 года)» (2007) и «Священство и Царство (Россия, начало XX века — 1918 год). Исследования и материалы» (в литературе встречается мнение о том, что вторая книга — дополненное издание первой).
В своих трудах историк развивает мысль о том, что русское православное духовенство в начале XX века было автономным субъектом политики: представители высшей иерархии осознанно и последовательно стремились минимизировать вмешательство императора в церковные дела и десакрализовать его образ, работая, таким образом, «по существу, на революцию». Именно поддержка большинством высшего духовенства и в частности Синода новой власти в марте 1917 года, по мнению Бабкина, сделала революцию необратимой и укрепила республиканский строй. Православные иерархи быстро добились своих целей — восстановили свою автономию от государства. Во время захвата власти большевиками, по мнению Бабкина, церковь осталась нейтральной, не поддержав ни Временное правительство, ни большевиков. Только в 1918 году, когда последние начали ущемлять церковные интересы, Поместный собор и Синод при поддержке рядового духовенства ушли в оппозицию.
В 2008 году обсуждались его работы о событиях 1917 года в России и, как выразился главный редактор журнала «Наука и религия» С. Г. Антоненко, «впечатляющий „конфессиональный резонанс“», который они вызвали. Репников А. В. назвал одну из его работ «весомым вкладом» в историческую науку. Высказывались мнения о новаторском подходе Бабкина, о привнесении им в историографию новых материалов и новых дискуссионных вопросов.
В 2024 году удостоен Национальной премии «Лучшие книги, издательства, проекты» в номинации «История Русской Православной Церкви» (2023) по совокупности книг: монографий и сборников документов.
Среди отзывов:
- 2019 — Б. Н. Миронов отмечал аргументированность концепции Бабкина и её ревизионистский характер, из-за чего она «может и должна вызывать споры» (при этом Миронов отметил, что точка зрения историка конгениальна и развивает точку зрения американца Г. Фриза)[16].
- 2019 — Т. Ю. Красовицкая считала выводы Бабкина абсолютно новаторскими и набравшими «весомый авторитет» в науке[22].
- 2015 — А. В. Соколов считал «стремление автора притянуть понятия XVII века („священство и царство“) к веку XX-му… неуместным»[23]
- 2014 — А. Л. Беглов указывал на «надисторизм» и систематическое нарушение «принципов историзма» в книге «Священство и Царство»[24].
- 2013 — по мнению Ф. А. Гайды, в книге «Духовенство Русской православной церкви и свержение монархии» нет научной постановки проблемы, библиографии, разделов, посвящённых источникам и историографии. Он писал о необоснованности ряда важных положений, об использовании «мистических параллелей между историческими фактами», об отсутствии базового исторического образования[15].
- 2011 — А. В. Шубин писал, что учёный «впервые столь полно выявил республиканскую позицию церкви в критической ситуации 1917 года»[25].
- 2008 — по мнению Н. К. Симакова, книга «Духовенство Русской православной церкви и свержение монархии» «не выдерживает критики ни с позиции объективной исторической правды, ни с позиции научного исследования, ни с точки зрения Русской Церкви»[26].

## Награды и премии

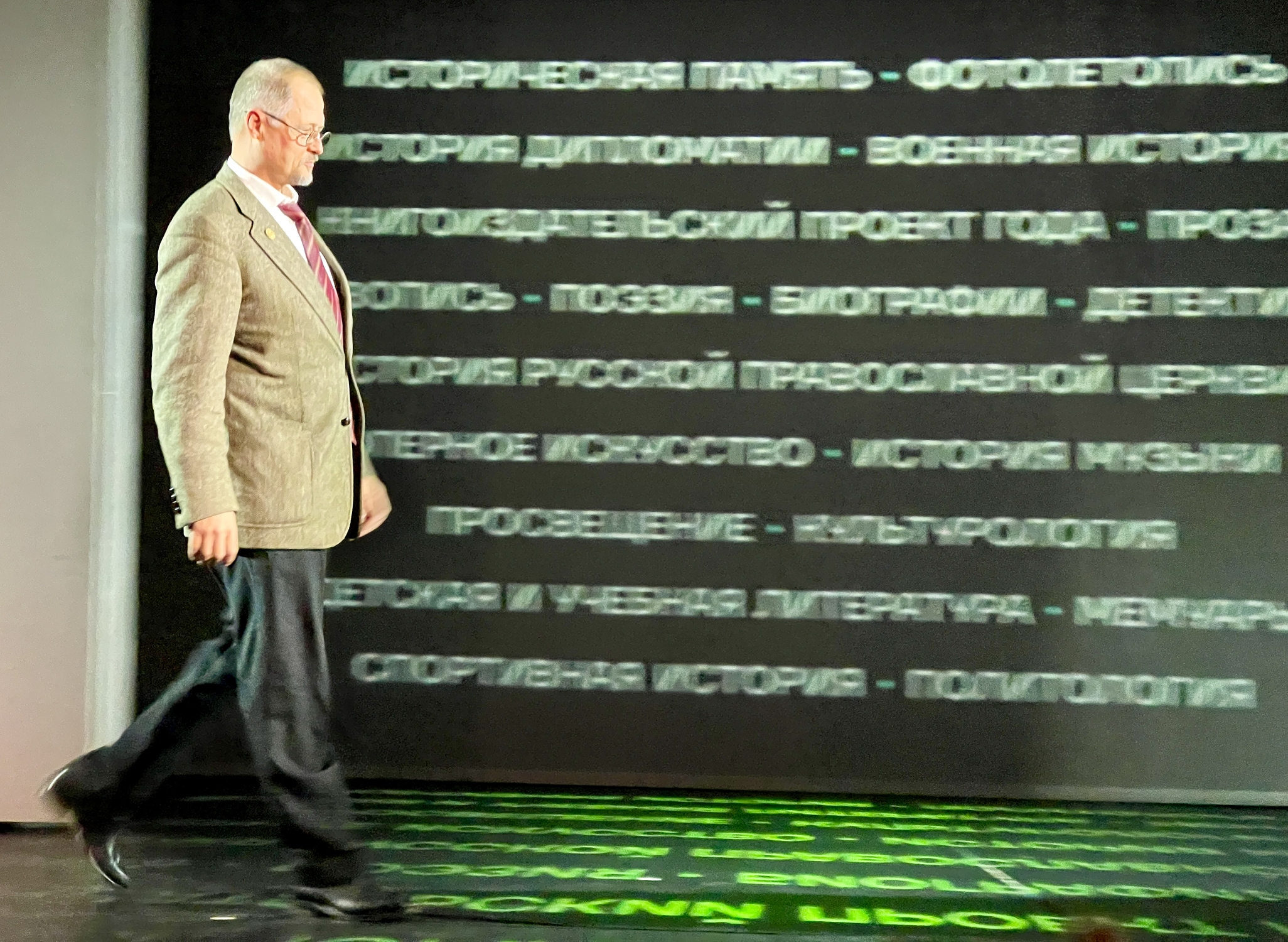
На награждении, «Лучшие книги, издательства, проекты», 2023

- 2023 — Национальная премия «Лучшие книги, издательства, проекты» (в номинации «История Русской православной церкви»), за публикацию материалов и архивных документов по истории Русской Православной Церкви[27][28].

## В русской Википедии
За четыре года участник Михаилъ Бабкинъ создал 268 статей в русской Википедии, однако в 2021 году был заблокирован бессрочно за нарушение правил дискуссии (после нескольких временных блокировок). Выступил с рядом интервью и комментариев, связанных с угрозами судом за материалы в Википедии.

## Библиография

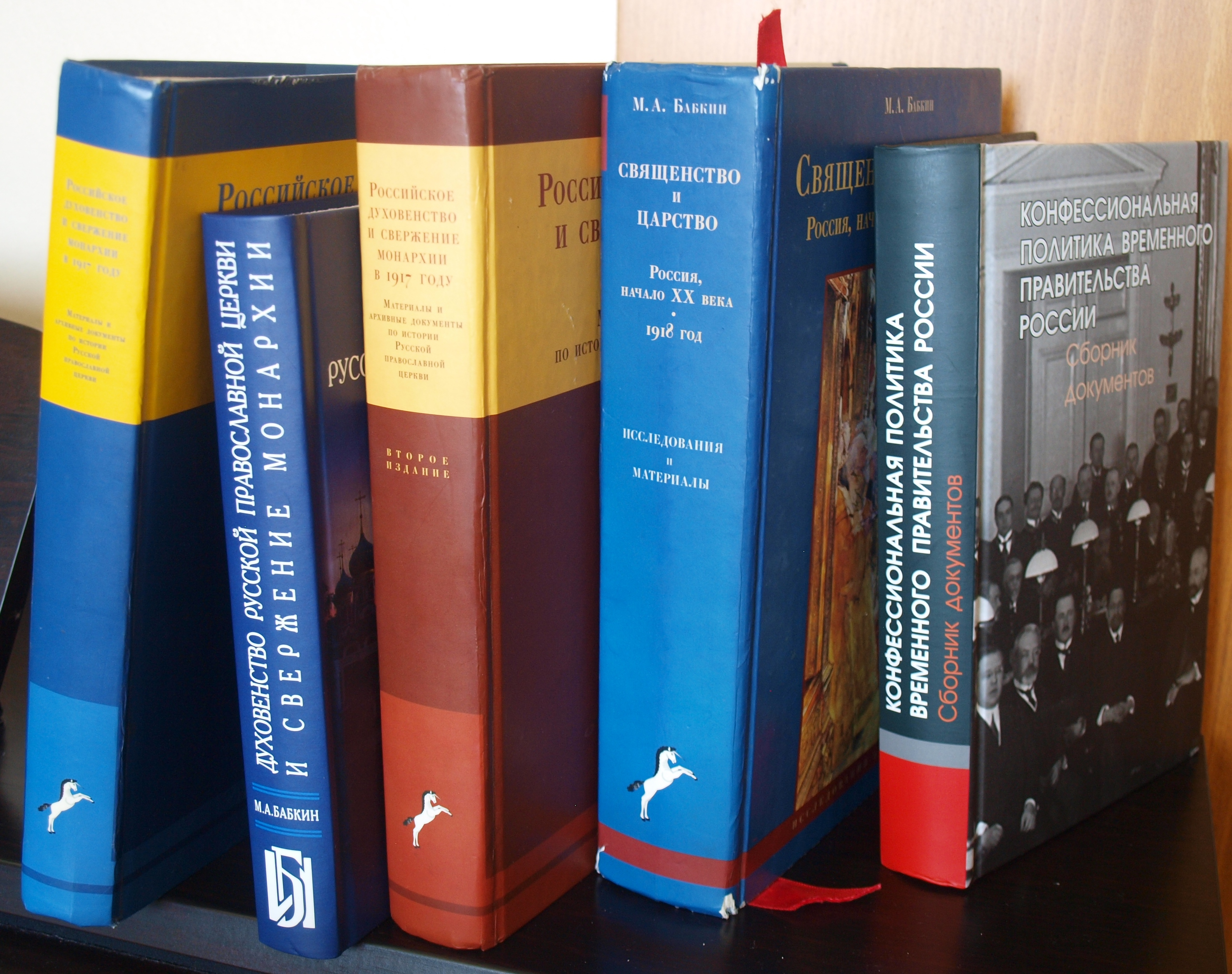
Книги М. А. Бабкина